# 馬尼拉麻蕉
馬尼拉麻蕉（學名：Musa textilis），又稱馬尼拉麻，屬芭蕉科（Musaceae），原產菲律賓，广泛生长在婆罗洲和苏门答腊岛。至今，菲律宾仍是世界是最大的蕉麻生产国。本植物虽然称为马尼拉蕉麻，但属于芭蕉科植物，与真麻无亲缘关系。
多年生草本，形似芭蕉，茎直立柔软，由粗厚的叶鞘包迭而成柱状；叶很大，钜圆形，螺旋排列；穗状花序，单性花。浆果似香蕉。从根茎可生长出多至25个不含有纤维的肉质枝茎，丛生成环形。
叶柄中可提取纤维，其重要性在叶纤维中排第二位。最外面、最老的葉柄產生的纖維最堅實，色也最暗，其纖維長可達0.9－2.7公尺，并且堅實、有浮力，用於繫船引索、钓鱼线、造紙和地毯等。